# Gebäudeenergieberater Ingenieure Handwerker Bundesverband
Der Gebäudeenergieberater Ingenieure Handwerker Bundesverband e.V. (GIH) ist eine deutsche Interessenvertretung für Energieberater. Als Dachverband von 13 Mitgliedsvereinen in den Bundesländern repräsentiert er nach eigenen Angaben rund 5.100 Energieberater, darunter Handwerksmeister, Techniker, Ingenieure, Architekten und Naturwissenschaftler.
Voraussetzung für die Mitgliedschaft ist eine technisch orientierte Ausbildung und eine anerkannte Zusatzqualifikation als geprüfter Gebäudeenergieberater (§ 88 GEG). Auch der Quereinstieg ist in vielen Landesverbänden bereits möglich. Dies entspricht der Zulassungsvoraussetzung der Energieeffizienz-Expertenlisten, welche durch die Deutsche Energie-Agentur betreut wird. Nach eigenen Angaben wickeln die GIH-Mitglieder im KfW-Förderprogramm „Effizient Bauen und Sanieren“ ein Drittel des Gesamtfördervolumens von insgesamt 15,5 Milliarden Euro pro Jahr und nahezu die Hälfte der Maßnahmen ab.
Zudem bietet der GIH Leistungen wie Aus- und Weiterbildungen, Informationsmaterial, Versicherungen für Energieberater und ein von Experten entwickeltes Handbuch zur Gebäudeenergieberatung.

## Geschichte
Die ersten Landesverbände gründeten sich 1998/99 aus den ersten Kursen zum Gebäudeenergieberater (HWK). Daher hießen die ersten Vereine GIH Gebäudeenergieberater im Handwerk e.V. Sie schlossen sich 2001 zum Bundesverband GIH Gebäudeenergieberater Ingenieure Handwerker e.V. zusammen. Durch die Öffnung des Verbands für akademisch ausgebildete Energieberater wurde die Namensänderung nötig.